# Junya Hosokawa
Junya Hosokawa (細川 淳矢 Hosokawa Junya?), född 24 juni 1984 i Saitama prefektur, är en japansk fotbollsspelare.
Hosokawa började sin karriär 2006 i Vegalta Sendai. 2012 flyttade han till Mito HollyHock.